# Emisiones de dióxido de carbono

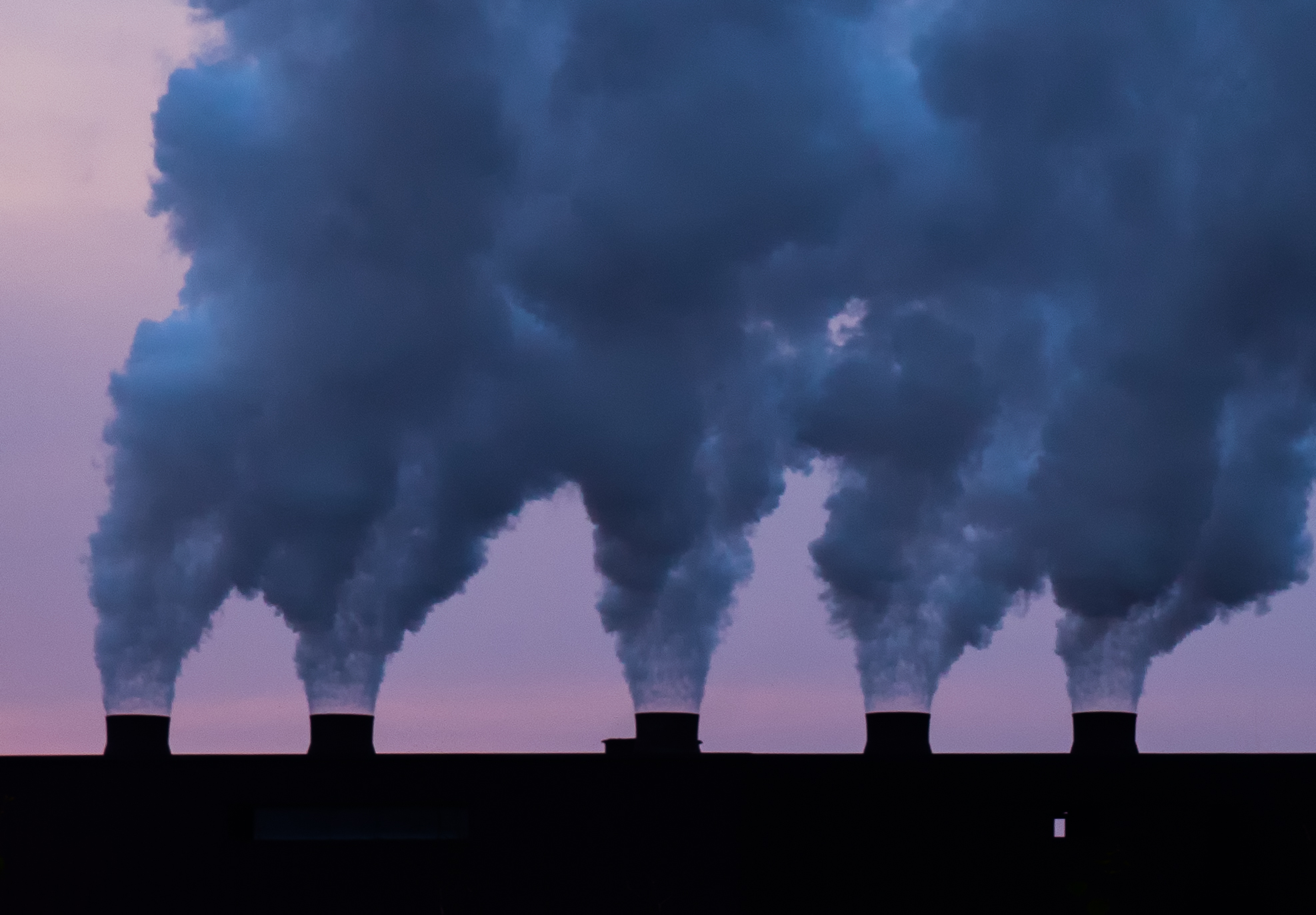
Emisiones atmosféricas y contaminantes emanando de una compañía minera.

Las emisiones de dióxido de carbono tienen dos orígenes: naturales y antropogénicas, teniendo estas últimas un fuerte crecimiento en las últimas décadas, según el Grupo Intergubernamental de Expertos sobre el Cambio Climático (IPCC).[cita requerida] La concentración actual de dióxido de carbono (CO2) en el aire oscila alrededor de 416 ppm en 2020, o un 0.0415%, con algunas variaciones día-noche, estacionales, por la parte antrópica; y con picos de contaminación localizados. El contenido de CO2 nunca ha sido tan elevado desde hace 2 100 000 de años.
La concentración de CO2 en la atmósfera ha estado aumentando desde finales del siglo XIX y el ritmo de aumento se aceleró a finales del siglo XX, pasando de 0.5 ppm/año en 1960 a 2 ppm/año en 2000, con un valor mínimo de 0.43 en 1992 y máximo de 3 ppm en 1998. Desde 2000, la tasa anual de aumento apenas ha cambiado.
Las emisiones antropogénicas mundiales están aumentando cada año: en 2007 las emisiones de CO2 eran 2 veces mayores que en 1971. En 1990 fueron emitidas 20 878 Gt/año de CO2 y en 2005 26,402, es decir, un aumento del 1.7% por año durante este período. La combustión de 1 litro (34 floz) de gasolina genera 2,3 kg (5,1 libras) de CO2. y la de un litro de diésel 2,6 kg (5,7 libras) de CO2.
A pesar de la entrada en vigor del Protocolo de Kioto en algunos países en la década de 1990, las emisiones de CO2 han seguido aumentando. En 2008, los países «menos desarrollados» representaron más del 50% de las emisiones mundiales. Estos países representan el 80% de la población mundial, pero solamente fueron con el 20% de las emisiones desde 1751 a 2007.
Debido al incumplimiento del Protocolo de Kioto, en 2009 se realizó la Cumbre de Copenhague o XV Conferencia sobre el Cambio Climático de la ONU 2009, donde participaron 119 líderes mundiales con el objetivo de llegar a acuerdos realistas sobre el cambio climático y emisiones de CO2.
Según la Agencia Internacional de Energía, las emisiones de CO2 aumentarán el 130% hacia 2050. La inversión necesaria para reducir a la mitad las emisiones y desarrollar una "revolución internacional de las tecnologías energéticas" se elevaría a US$45 000 000 000 hacia 2050.

## Emisiones deCO2

### Toxicología y ecotoxicología

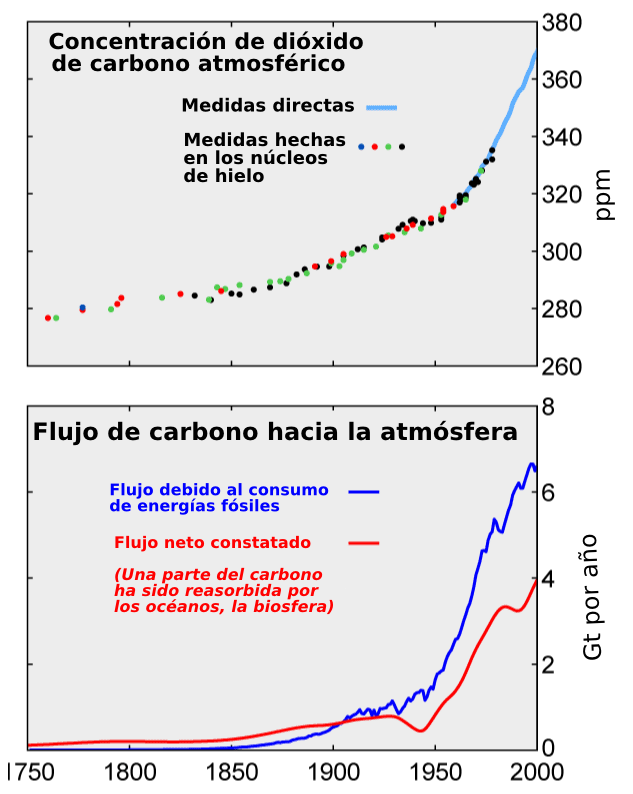
Gráfico de la concentración de dióxido de carbono atmosférico y diagrama de flujo de carbono a la atmósfera.

Además del hecho de que las emisiones de CO2 generalmente van acompañadas por diversas emisiones de hollín, humo, metales pesados y otros contaminantes que afectan a la mayoría de los organismos vivos, las nanopartículas tienen efectos todavía muy poco estudiados, pero parecen ser importantes.

#### En los animales desangre caliente
El CO2, a diferencia del monóxido de carbono (CO), no es tóxico en dosis bajas, pero mata por asfixia a partir de un cierto umbral y de una cierta duración a la exposición. Sus propiedades químicas lo hacen capaz de atravesar rápidamente muchos tipos de membranas biológicas, que es aproximadamente 20 veces más soluble en los fluidos del cuerpo humano que el oxígeno. Por lo tanto, produce efectos rápidos en el sistema nervioso central.

#### En los humanos
El CO2 solamente es tóxico en altas concentraciones.
- A partir de 0.1% o 1000 ppm, el CO2 se convierte en uno de los factores de asma o del síndrome de los edificios. Esta concentración es el máximo permitido para el diseño de sistemas de aire acondicionado, en el interior de los edificios y de las viviendas.
- Por encima de 0.5% o 5000 ppm, es la exposición ocupacional máxima que se permite en la mayoría de los países; y el máximo permitido para el diseño de equipos de aire acondicionado en los aviones no debe sobrepasarlo.
- Tres veces esa tasa de 1.5 % o 15 000 ppm, es la exposición laboral máxima por un máximo de 10 minutos.
- A partir de un 4% de CO2 en el aire, o 40 000 ppm, se alcanza el umbral de efectos irreversibles sobre la salud, ya que el umbral mínimo que obliga a una evacuación inmediata de los locales.
- A partir del 10% y una exposición superior a 10 minutos sin un recurso de reanimación rápida, se produce la muerte.

Nuestro sistema respiratorio y circulatorio es muy sensible al CO2: un pequeño incremento en la concentración de CO2 en el aire inspirado, acelera casi inmediatamente el ritmo respiratorio, que es normalmente de 7 litros (0,2 pies cúbicos) por minuto, con el 0.03% de CO2 en el aire inspirado y que pasa a 26 litros (0,9 ft³)/minuto, con el 5% de CO2 en el aire inspirado.

#### En las plantas
A dosis bajas, el CO2 estimula el crecimiento, pero los experimentos en el invernadero y en un entorno natural enriquecido en CO2 han demostrado que esto es válido solamente hasta un cierto límite, más allá del cual el crecimiento se mantiene relativamente estable o disminuye. Este umbral varía, según las especies vegetales consideradas. No se sabe si este efecto es duradero. Después de unos años, fenómenos de acidificación del medio ambiente podrían posiblemente actuar en la dirección opuesta.

## Emisiones por país

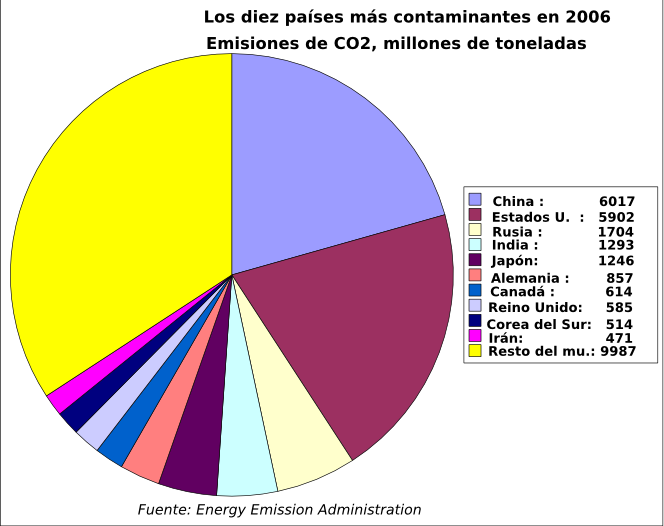
Los 10 primeros países por emisiones de en 2006.

### Vigilancia de las emisiones

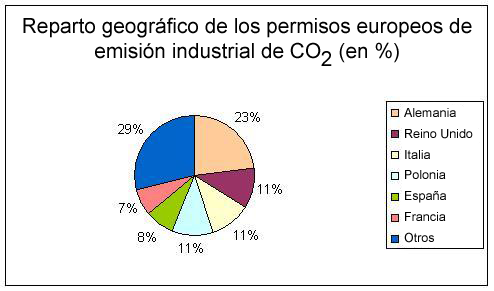
Permiso europeo sobre contaminación.